# Intento de golpe de Estado en la Unión Soviética
El intento de golpe de Estado en la Unión Soviética, también conocido como el Golpe de Agosto, fue un período de tres días comprendido entre el 19 y 21 de agosto de 1991, en el que un grupo de miembros del Gobierno y de la KGB de la Unión Soviética depusieron brevemente al presidente de la URSS Mijaíl Gorbachov e intentaron tomar el control del país. Los líderes del golpe de Estado eran miembros de la llamada «línea dura» del Partido Comunista de la Unión Soviética y del KGB, que pensaron que el programa de reformas de Mijaíl Gorbachov había ido demasiado lejos y que el Nuevo Tratado de la Unión que había negociado dispersaba demasiado el poder del gobierno central en favor de las repúblicas soviéticas. Sin embargo, el golpe fracasó en solo tres días y Gorbachov volvió al poder. Aun así, los hechos ocurridos minaron la legitimidad del PCUS, contribuyendo aun más al colapso de la URSS.

## Antecedentes

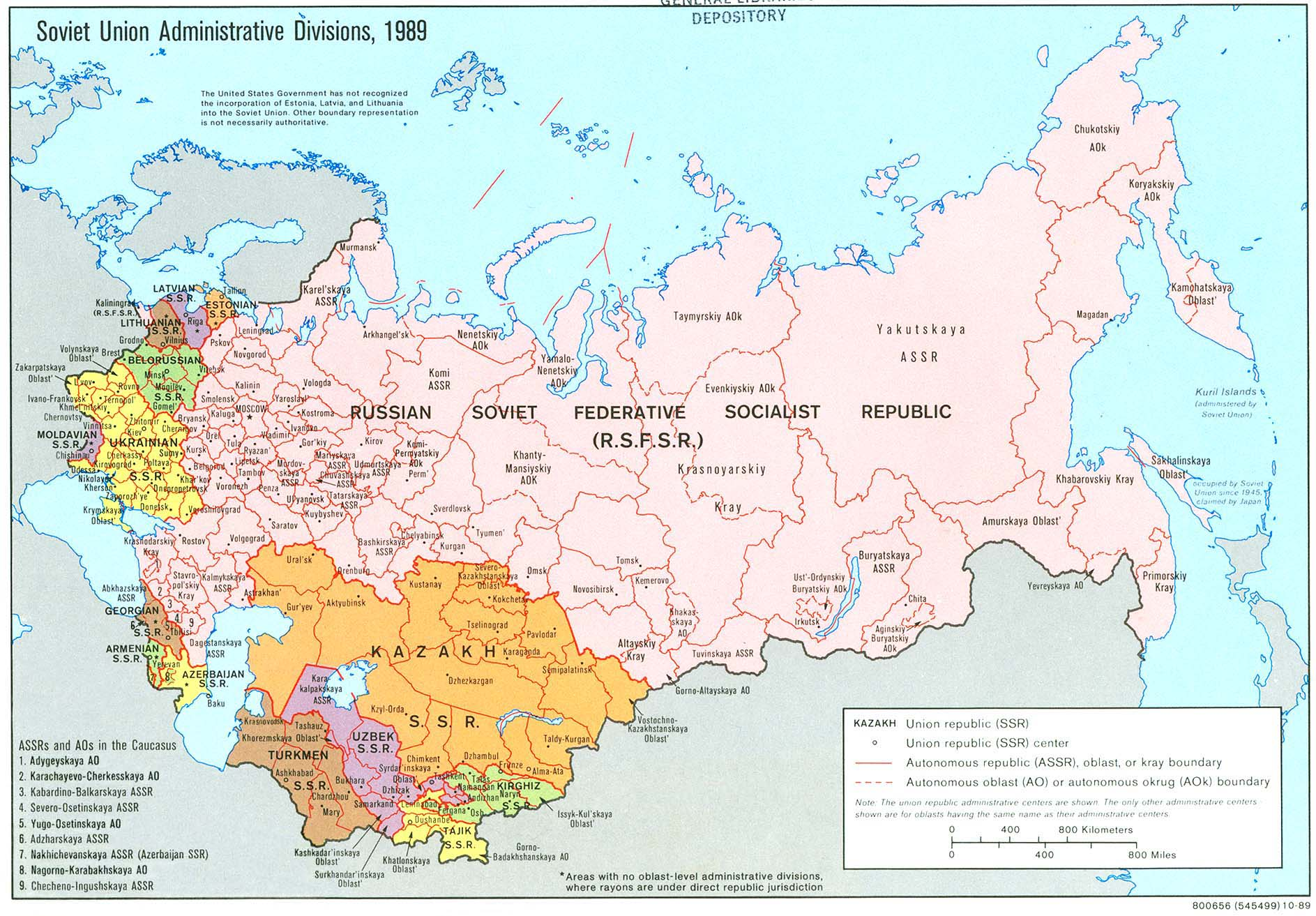
Carta que muestra las últimas divisiones administrativas de las Repúblicas de la Unión Soviética (1989) antes de su caída y disolución en 1991.

Gorbachov se había embarcado en un ambicioso programa de reformas desde su llegada al poder que se basaba en dos conceptos: Perestroika y Glásnost. Estos movimientos encontraron resistencia y sospechas por parte de los miembros de la línea dura del sistema soviético. Las reformas liberaron algunas fuerzas y movimientos que Gorbachov no esperaba. Especialmente creció la agitación nacionalista en la parte de la Unión Soviética con minorías no-rusas, por lo que había temores de que algunas o todas la repúblicas de la unión se separaran. En 1991, la Unión Soviética estaba en una grave crisis económica y política. Había escasez de casi todos los productos, y la gente tenía que guardar largas colas para comprar productos esenciales.
Las RSS de Estonia, Letonia, Lituania y Georgia habían declarado ya su independencia de la Unión Soviética. En enero de 1991, hubo un intento de retornar a Lituania a la Unión Soviética por la fuerza y derribar a las autoridades separatistas lituanas por parte de fuerzas locales prosoviéticas. Continuaban los conflictos étnicos armados en Nagorno Karabaj y Osetia del Sur.
El 12 de junio de 1990, el Congreso de los Diputados del Pueblo de la RSFS de Rusia declaró la soberanía de Rusia y, por lo tanto, limitó la aplicación de las leyes de la Unión Soviética, en particular las leyes de las finanzas y la economía, en el territorio ruso. El Soviet Supremo de la RSFS de Rusia aprobó leyes que contradecían las leyes de la Unión Soviética (la autodenominada «Guerra de Leyes»). A continuación, el 16 de julio de 1990, la Rada Suprema de la RSS de Ucrania adoptaba la Declaración de Soberanía Estatal de Ucrania.
El 17 de marzo de 1991, se realizó un referéndum en toda la Unión Soviética, boicoteado por las repúblicas bálticas más las RSS de Armenia, Georgia y Moldavia, pero la mayoría de los residentes en el resto de las repúblicas expresaron su deseo de seguir en la renovada Unión Soviética. En las negociaciones que le siguieron, 8 de las 9 repúblicas (excepto la RSS de Ucrania) aprobaron el Nuevo Tratado de la Unión con algunas condiciones. El Tratado haría de la Unión Soviética una federación de repúblicas independientes con un presidente, política exterior y militar común. La Federación de Rusia, Kazajistán y Uzbekistán firmaron el tratado en Moscú de 20 de agosto de 1991.

## Papel de EE.UU.
Christopher Andrews, en su libro Solo para los ojos del presidente, proporciona información clasificada sobre el papel crucial que tuvieron los Estados Unidos en el intento de golpe de Estado de agosto de 1991. La mejor y de más alta clasificación de inteligencia disponible por George H. W. Bush durante el golpe emanó de la Agencia de Seguridad Nacional (NSA) monitorizando las comunicaciones entre Vladímir Kriuchkov y Dmitri Yázov en Moscú al puesto de mando militar a lo largo de la Unión Soviética. La SIGiNT mostraba el escaso apoyo militar del golpe. La mayoría de los comandantes rehusaron incluso recibir llamadas desde Moscú. Bush, se afirma, tomó la decisión sin precedentes de entregar información de inteligencia a Borís Yeltsin. Un experto en comunicaciones de la embajada de los Estados Unidos en Moscú fue asignado como ayudante de Yeltsin para asegurar las llamadas telefónicas a los líderes militares. La NSA se opuso a la decisión de Bush de compartir SIGiNT con Yeltsin sobre el terreno, ya que esto comprometería la futura capacidad de monitorizar las comunicaciones militares rusas. Para el presidente Bush, sin embargo, la prioridad fundamental era la de hacer todo lo posible para derrotar el golpe. De hecho, el golpe fracasó con más rapidez de lo que se había esperado por parte de los analistas, que predijeron un rápido fracaso.

## La conspiración
El 11 de diciembre de 1990, el jefe del KGB Vladímir Kryuchkov hizo una «llamada al orden» en la televisión central de Moscú. Ese día, ordenó a dos oficiales del KGB preparar un plan de medidas que podían tomarse en caso de que el estado de emergencia fuese declarado en la Unión Soviética. Luego, Kryuchkov involucró en la conspiración al ministro de Defensa soviético Dmitri Yázov, al ministro de Interior Borís Pugo, al presidente del Consejo de Ministros de la Unión Soviética Valentín Pávlov, al vicepresidente de la Unión Soviética Guennadi Yanáyev, al subjefe del Consejo de Defensa de la Unión Soviética Oleg Baklánov, al jefe del secretariado de Gorbachov Valeri Boldin, y al Secretario del Comité Central del PCUS Oleg Shenin.

Los golpistas tenían la esperanza que Gorbachov podía ser persuadido de declarar el estado de emergencia y «restaurar el orden».
El 29 de julio de 1991, el presidente de la Unión Soviética Mijaíl Gorbachov, junto al presidente de la RSFS de Rusia Borís Yeltsin y el presidente de la RSS de Kazajistán Nursultán Nazarbáyev discutieron la posibilidad de reemplazar a los representantes de la línea dura como Pávlov, Yázov, Kryuchkov y Pugo por figuras más liberales. Esta conversación fue interceptada por el KGB y de esa manera fue sabida por Kryuchkov, quien había puesto a Gorbachov bajo estrecha vigilancia con el nombre de «sujeto 111».
El 4 de agosto de 1991, Gorbachov se fue de vacaciones a su dacha (casa de campo) en Forós, en la península de Crimea. Tenía planeada la vuelta a Moscú para el 20 de agosto de 1991, cuando el Tratado de la Unión iba a ser firmado.
El 17 de agosto, los conspiradores se encontraron en la residencia de invitados del KGB en Moscú. Allí leyeron el nuevo Tratado de la Unión, sacando como conclusión que allanaba el camino para la ruptura de la Unión Soviética, y decidieron que era tiempo de actuar. El domingo 18 de agosto, Oleg Baklánov, Valeri Boldin, Oleg Shenin y el Viceministro de Defensa de la Unión Soviética Valentín Varénnikov volaron hacia Crimea para entrevistarse con Gorbachov. Al mismo tiempo, todas las líneas de comunicación con la dacha de Forós, controladas por el KGB, fueron cortadas. Guardas adicionales de seguridad del KGB con órdenes de no permitir a nadie abandonar la dacha, fueron colocados en las entradas. Baklánov, Boldin, Shenin y Varénnikov demandaron que Gorbachov declarase el estado de emergencia o dimitiera, y nombrase al vicepresidente de la Unión Soviética Guennadi Yanáyev como presidente en funciones, y, así permitir a los conspiradores la «restauración del orden» en el país.
Gorbachov siempre afirmó que él rehusó a aceptar el ultimátum. Varénnikov insistió en que Gorbachov dijo: «¿Qué es lo que piensan que hace falta, maldita sea!». Sin embargo, los presentes en la dacha testificaron que Baklánov, Boldin, Shenin, y Varénnikov estaban claramente decepcionados y nerviosos después de la reunión con Gorbachov.
Los conspiradores pidieron 250.000 esposas a la fábrica de Pskov y 300.000 formularios de detención. Kryuchkov dobló la paga a todo el personal de la KGB, llamó a los que estaban de vacaciones y puso a todos en alerta. La Prisión de Lefórtovo fue vaciada para recibir a los detenidos.

## El golpe de agosto

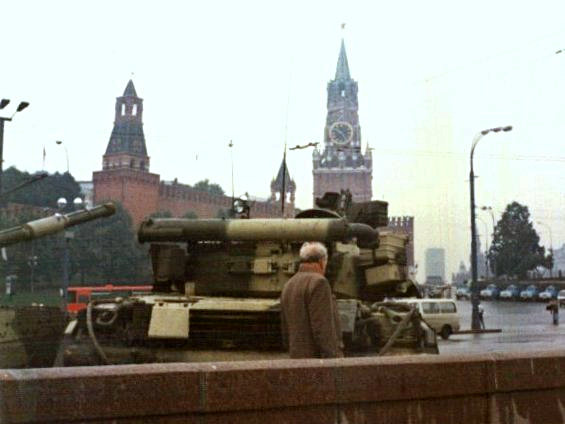
Tanques T-80 en la Plaza Roja durante el Golpe de agosto de 1991.

Después del regreso de Baklánov, Boldin, Shenin y Varénnikov de Crimea, los conspiradores se reunieron en el Kremlin de Moscú. Guennadi Yanáyev, Valentín Pávlov y Oleg Baklánov firmaron la autodenominada «Declaración del Liderazgo Soviético» en el que declaraba el estado de emergencia en «algunos» (sin especificar) territorios de la Unión Soviética y anunciaron que el Comité Estatal para el Estado de Emergencia (Государственный Комитет по Чрезвычайному Положению, ГКЧП, o Gosudárstvenny Komitet po Chrezvicháynomu Polozhéniyu, GKChP) fue creado para «conducir el país y el efectivo mantenimiento del régimen de estado de emergencia».
El GKChP incluía a los siguientes miembros:
- Guennadi Yanáyev, vicepresidente de la URSS.
- Valentín Pávlov, Primer ministro.
- Vladímir Kriuchkov, director del KGB.
- Dmitri Yázov, ministro de Defensa.
- Borís Pugo, ministro de Asuntos Internos.
- Oleg Baklánov, miembro del Consejo de Defensa.
- Vasili Starodúbtsev, presidente de la Unión de Campesinos de la URSS.
- Aleksandr Tizyakov, presidente de la Asociación de Empresas Estatales y Conglomerados de Industria, Transporte y Comunicaciones.[22][20]

Guennadi Yanáyev firmó el decreto autonombrándose "presidente en funciones de la URSS" con el pretexto de la incapacidad de Gorbachov para llevar a cabo las tareas presidenciales debido a una «enfermedad».
Los ocho como colectivo fueron conocidos como la «Banda de los Ocho».
El GKChP prohibió todos los periódicos en Moscú, excepto 9 periódicos controlados por los comunistas. El GKChP emitió una declaración populista que establecía que «el honor y dignidad del hombre soviético debía ser restaurada», prometiendo que el Nuevo Tratado de la Unión sería discutido por todo el pueblo, que «las calles de las ciudades serán purgadas del crimen», y que el GKChP se centrará en resolver los problemas de escasez de comida. Al mismo tiempo, el GKChP asegura a sus ciudadanos que apoyarán los «genuinos procesos democráticos» y reformas, y apoyarían la libre empresa.

### 19 de agosto
El 19 de agosto de 1991, un día antes de que Gorbachov y un grupo de dirigentes de la repúblicas firmaran el nuevo Tratado de Unión, el «Comité Estatal para el Estado de Emergencia» (Государственный Комитет по Чрезвычайному Положению, ГКЧП, pronunciado GueKaChePe, GKChP) intentó tomar el poder en Moscú. Anunció que Gorbachov estaba enfermo y que había sido relevado de su puesto de presidente. Gorbachov estaba de vacaciones en Crimea cuando la toma de poder fue desatada, y se mantuvo allí durante todo su curso. Guennadi Yanáyev fue nombrado presidente provisional. El comité de 8 miembros incluyendo el responsable del KGB Vladímir Kryuchkov y el ministro de Relaciones Exteriores Borís Pugo, el ministro de Defensa Dmitri Yázov, todos habiendo accedido a sus funciones bajo Gorbachov.
La «Declaración del Liderazgo Soviético», el decreto de Yanáyev y los documentos del GKChP fueron emitidos por la radio y televisión estatal desde las 7 de la mañana. La emisora de radio Radio Rossii y el canal de televisión Televídenie Rossíi, controlados por las autoridades de la RSFS de Rusia y la única radio políticamente independiente, Eco de Moscú, cortaron sus emisiones. Tanques, IFVs y ACPs de la 2.ª División de guardias de infantería motorizada Tamánskaya y la 4.ª División de guardias de tanques Kantemírovskaya se dirigieron a Moscú. Los paracaidistas también formaron parte del operativo. Cuatro diputados de la RSFS de Rusia, considerados los más «peligrosos», fueron detenidos por el KGB y encerrados en una base militar cercana a la capital soviética. Los conspiradores consideraron la detención del presidente de la RSFS de Rusia Borís Yeltsin a su vuelta de la visita a Kazajistán el 17 de agosto, o después, cuando estuviese en su dacha en las cercanías de Moscú, pero por alguna razón, esto no se llevó a cabo.
Borís Yeltsin llegó a la Casa Blanca, el Parlamento ruso, y a las 9 de la mañana del 19 de agosto, junto con el primer ministro Iván Siláyev y el presidente en funciones del Soviet Supremo de la Unión Soviética, Ruslán Jasbulátov, hicieron una declaración en la que afirmaron que se estaba llevando a cabo un golpe de Estado "reaccionario e inconstitucional". Se urgía a los militares del Ejército soviético a no tomar parte en el golpe. La declaración llamaba a una huelga general con la petición de que Mijaíl Gorbachov se dirigiese al pueblo. Esta declaración fue distribuida en todo Moscú en forma de  panfletos.
Por la tarde, los ciudadanos moscovitas empezaron a congregarse alrededor de la Casa Blanca y levantaron barricadas a su alrededor. Como respuesta, Guennadi Yanáyev declaró el estado de emergencia en Moscú a las 4 de la tarde. Yanáyev declaró en una conferencia de prensa a las 5 de la tarde que Gorbachov estaba «descansando». Dijo: «En estos años ha terminado muy cansado y necesita algún tiempo para recuperar su salud». Yanáyev dijo que el GKChP estaba comprometido en continuar las reformas. Sin embargo, su débil postura, temblándole las manos y expresiones temblorosas hicieron sus palabras poco convincentes.
Mientras tanto, el mayor Evdokímov, jefe de Estado mayor del batallón de tanques de la División Tamánskaya, que había recibido la orden de proteger la Casa Blanca, declaró su lealtad a los líderes de la RSFS de Rusia. Yeltsin trepó a uno de los tanques y se dirigió a la multitud. Inesperadamente este episodio fue transmitido por la mañana en la televisión estatal.

### 20 de agosto
Al atardecer, el general Kalinin, comandante del Distrito Militar de Moscú, había sido nombrado por Yanáyev jefe militar de Moscú, declaró el toque de queda en Moscú desde las 11 de la noche a las 5 de la mañana, con efectividad desde el 20 de agosto. Esto se interpretó como un signo de ataque inminente a la Casa Blanca.
Los defensores de la Casa Blanca se prepararon para la defensa. Algunos de ellos estaban armados, pero la mayoría de los voluntarios estaban desarmados. La compañía de tanques al mando del mayor Evdokímov, que había declarado su lealtad a los líderes de la RSFS de Rusia, se retiró de la Casa Blanca al anochecer. El cuartel general improvisado para la defensa de la Casa Blanca estaba encabezado por el general Konstantín Kobets, un diputado de la RSFS de Rusia. Tuvo a su disposición generales y altos oficiales, algunos de ellos retirados, que se presentaron voluntarios para la defensa de la Casa Blanca.
En la tarde del 20 de agosto, Kryuchkov, Yázov y Pugo decidieron finalmente atacar la Casa Blanca. Esta decisión estuvo apoyada por otros miembros del GKChP. El general del KGB, Aguéyev, segundo de Kryuchkov, y el general del ejército Achálov, el segundo de Yázov, planearon la «Operación Grom» (‘trueno’), que debía ser ejecutada por el Grupo Alfa y el Grupo Výmpel, unidad de operaciones especiales del KGB, con el apoyo de paracaidistas, el OMON de Moscú, la División Dzerzhinski del MVD, tres compañías de tanques y un escuadrón de helicópteros. El Grupo Alfa al mando del general Víktor Karpujin y otros altos oficiales del grupo, junto con el general Aleksandr Lébed, subjefe de las Tropas Aerotransportadas, se mezclaron con la multitud cerca de la Casa Blanca y evaluaron la posibilidad de llevar a cabo la operación. Después de eso, Víktor Karpujin y el Grupo Výmpel al mando del coronel Beskov intentó convencer a Aguéyev que la operación era imposible, y que el resultado sería un baño de sangre. Aleksandr Lébed, con el consentimiento de Pável Grachov, comandante de las Tropas Aerotransportadas, volvió a la Casa Blanca e informó secretamente al cuartel general de la defensa que el ataque se iniciaría a las 2 de la mañana.
Importantes manifestaciones contra dirigentes del golpe de Estado se desarrollaron en Moscú y en Leningrado, y fidelidades divergentes en los ministerios de la Defensa y de la Seguridad impedían a las fuerzas armadas venir para superar la resistencia que el presidente de la RSFS de Rusia Borís Yeltsin dirigía desde la Casa Blanca, el parlamento de la RSFS de Rusia. Un asalto planificado del edificio por el grupo Alfa, las Fuerzas Especiales del KGB, después de que las tropas unánimemente se negaran a obedecer. Durante una de las manifestaciones, Yeltsin se mantuvo de pie en un tanque para condenar a la «junta». La imagen difundida en el mundo entero por la televisión, se volvió una de las más importantes del Golpe de Estado, reforzando muy positivamente la posición de Yeltsin. Tuvieron lugar enfrentamientos en torno a las calles, que condujeron a la muerte de tres manifestantes: Vladímir Úsov, Dmitri Komar y Iliá Krichevski, aplastados por un tanque, pero en general hubo un escaso número de episodios violentos.

### 21 de agosto
El 21 de agosto de 1991, la gran mayoría de las tropas enviadas a Moscú se ponen abiertamente en fila al lado de los manifestantes o de los no desertados. El golpe fracasó y Gorbachov, que había sido asignado a residencia a su dacha en Crimea, regresó a Moscú.
Sobre la 1 de la madrugada, no lejos del Kremlin, una columna de IFVs de la División Tamánskaya fue bloqueada en un túnel por una barricada de trolebuses y camiones de limpieza pública. Dmitri Komar se subió sobre un IFV e intentó «cegar» la ventana de observación colocando una lona, pero murió al caerse del IFV o de un disparo. Entonces a Vladímir Úsov le dispararon cuando intentó ayudarle, probablemente inintencionadamente. Al mismo tiempo, un tercer joven, Ilyá Krichevski, recibió un disparo en circunstancias no aclaradas. Muchas personas fueron heridas. La multitud prendió fuego al IFV, pero no murió ningún soldado.
El Grupo Alfa y el Grupo Výmpel no se movieron en dirección a la Casa Blanca, como estaba planeado. Cuando Yázov se dio cuenta de eso, ordenó a las tropas salir de Moscú.
Las tropas empezaron a salir de la capital soviética a las 8 de la mañana. Los miembros del GKChP se reunieron en el Ministerio de Defensa de la Unión Soviética, y no sabiendo qué hacer, enviaron una delegación a Crimea para reunirse con Mijaíl Gorbachov y negociar. Vladímir Kryuchkov, Dmitri Yázov, Oleg Baklánov, Aleksandr Tizyakov, el presidente del Soviet Supremo de la Unión Soviética Anatoli Lukyánov y el Vicesecretario General del PCUS Vladímir Ivashko volaron hacia la península. A las 5 de la tarde llegaron a la dacha de Forós, pero Gorbachov se negó a hablar con ellos. El presidente soviético, una vez restauradas las comunicaciones con la dacha, declaró nulas todas las decisiones del GKChP y destituyó a todos los miembros de los puestos oficiales. El fiscal general de la Unión Soviética inició las investigaciones por intento de golpe de Estado.
A su regreso al poder, Gorbachov se comprometió a castigar a los inmovilistas del Partido Comunista de la Unión Soviética (PCUS). Dimitió de su puesto de Secretario General del PCUS pero quedó cómo Presidente de la Unión Soviética. El fracaso del golpe de Estado presentó una serie de colapsos de las instituciones de la Unión Soviética. Borís Yeltsin asumió el control de la sociedad central de televisión y de los ministerios y organismos económicos.

## Reacciones internacionales

### Países del Bloque Occidental y de la OTAN
- Australia: El primer ministro de Australia, Bob Hawke, declaró: «Los acontecimientos en la Unión Soviética... plantean la cuestión de si el propósito es revertir las reformas políticas y económicas que se han estado llevando a cabo. Australia no quiere ver represión, persecución ni acciones vengativas contra Gorbachov ni sus allegados».[33]
- Canadá: Varios miembros del gobierno reaccionaron rápidamente al golpe; el primer ministro Brian Mulroney se reunió con sus principales asesores para tratar el derrocamiento de Mijaíl Gorbachov, pero funcionarios afirmaron que el primer ministro probablemente reaccionaría con cautela ante el sorprendente acontecimiento. Mulroney condenó el golpe y suspendió la ayuda alimentaria y otras ayudas a la Unión Soviética. La ministra de Asuntos Exteriores, Barbara McDougall, sugirió el 20 de agosto de 1991 que «Canadá podría colaborar con cualquier junta soviética que se comprometiera a continuar el legado de Gorbachov». Lloyd Axworthy y el líder liberal Jean Chrétien afirmaron que Canadá debe unirse a otros gobiernos occidentales para respaldar al presidente ruso Boris Yeltsin, al exministro de Asuntos Exteriores soviético y presidente georgiano Eduard Shevardnadze, y a otros que luchan por la democracia soviética. McDougall se reunió con el encargado de negocios de la embajada soviética, Vasily Sredin.[34]Como parte de la red de defensa NORAD, el gobierno reconoció que cualquier confrontación nuclear entre Estados Unidos y la Unión Soviética también afectaría directamente a Canadá. Los líderes canadienses creían que tanto Estados Unidos como Canadá serían tratados como un solo objetivo.[35]
- Israel: Funcionarios israelíes manifestaron su esperanza de que el intento de destitución de Gorbachov no descarrilara la conferencia de paz israelí-palestina de 1991 en Madrid (copatrocinada por Estados Unidos y la URSS) ni frenara la inmigración judía soviética. La Agencia Judía, una entidad cuasi gubernamental que coordinó el flujo masivo de judíos procedentes de la Unión Soviética, convocó una reunión de emergencia para evaluar cómo afectaría el golpe a la inmigración judía. «Seguimos de cerca con preocupación lo que ocurre en la Unión Soviética», declaró el ministro de Asuntos Exteriores, David Levy. «Podría decirse que se trata de un asunto interno de la Unión Soviética, pero en la Unión Soviética... todo lo interno tiene influencia en todo el mundo».[33]La Unión Soviética restableció relaciones con Israel el 26 de diciembre de 1991.
- Japón: El primer ministro Toshiki Kaifu ordenó al Ministerio de Asuntos Exteriores analizar los acontecimientos. El propio Kaifu afirmó que era muy probable que el golpe fuera inconstitucional. El secretario jefe del Gabinete, Misoji Sakamoto, declaró: «Espero firmemente que el cambio de liderazgo no influya en las políticas positivas de la perestroika y la diplomacia innovadora».[33]Además, se congelaron la ayuda japonesa y los préstamos técnicos a la Unión Soviética.[36]Japón dejó abierta la cuestión de la legitimidad del golpe; el portavoz del gobierno, Taizo Watanabe, declaró que «[el gobierno soviético tiene] el derecho a decidir si es constitucional o inconstitucional. Japón se diferenció notablemente de los estados occidentales al no anunciar una condena rotunda del golpe».[37]
- Corea del Sur: El presidente Roh Tae-woo celebró el fracaso del golpe como una victoria simbólica para el pueblo soviético. Declaró: «Fue un triunfo de la valentía y la determinación de los ciudadanos soviéticos hacia la libertad y la democracia».[36]
- Reino Unido: El primer ministro John Major se reunió con su gabinete el 19 de agosto para abordar la crisis y declaró: «Parece haber pocas dudas de que el presidente Gorbachov ha sido destituido mediante una toma de poder inconstitucional. Existen mecanismos constitucionales para destituir al presidente de la Unión Soviética; no se han utilizado. Creo que el mundo entero tiene un gran interés en los acontecimientos que se están produciendo actualmente en la Unión Soviética. El proceso de reforma allí es de vital importancia para el mundo y, por supuesto, de vital importancia para el propio pueblo soviético, y espero que esto quede plenamente claro. Aún no disponemos de mucha información, pero quisiera dejar claro, sobre todo, que esperamos que la Unión Soviética respete y cumpla todos los compromisos que el presidente Gorbachov ha asumido en su nombre».[33]El gobierno británico congeló 80 millones de dólares en ayuda económica a Moscú, mientras que la Comunidad Europea programó una reunión de emergencia para suspender un programa de ayuda de 1.500 millones de dólares.[38]En una entrevista de 1991, Major afirmó que creía que «existen muchas razones por las que [el golpe] fracasó, y se dedicará mucho tiempo y esfuerzo a analizarlas posteriormente. Creo que hubo varios aspectos significativos. No creo que se manejara muy bien desde el punto de vista de quienes lo organizaron. Creo que la condena masiva y unánime del resto del mundo, públicamente, al golpe fue un gran estímulo para quienes se resistían. Esa no es solo mi opinión; es la que me han expresado el Sr. Shevardnadze, el Sr. Yakovlev, el presidente Yeltsin y muchos otros con quienes he hablado en las últimas 48 horas. La presión moral de Occidente y el hecho de que estuviéramos dispuestos a declarar inequívocamente que el golpe era ilegal y que queríamos que se restableciera el gobierno legal, fue de gran ayuda para la Unión Soviética. Creo que eso influyó».
- Estados Unidos: Durante sus vacaciones en la finca Walker's Point en Kennebunkport, Maine, el presidente estadounidense George H. W. Bush exigió contundentemente la restauración de Gorbachov en el poder y afirmó que Estados Unidos no aceptaba la legitimidad del autoproclamado nuevo gobierno soviético. Bush se dirigió rápidamente a la Casa Blanca desde su residencia de vacaciones, donde recibió una carta de Kozyrev a bordo del Air Force One. Posteriormente, emitió una enérgica declaración tras un día de consultas con otros líderes de la alianza occidental, en medio de un esfuerzo concertado para presionar al nuevo liderazgo soviético congelando los programas de ayuda económica. Bush condenó el golpe como un "esfuerzo equivocado e ilegítimo" que "elude tanto la ley soviética como la voluntad de los pueblos soviéticos". Calificó el derrocamiento de "muy preocupante" y suspendió la ayuda estadounidense a la Unión Soviética hasta que se pusiera fin al golpe.[33][38]La declaración de Bush, redactada tras una serie de reuniones con sus principales asesores, fue mucho más contundente que la reacción inicial del presidente esa mañana en Maine. Se enmarcaba en un esfuerzo occidental por ejercer presión diplomática y económica sobre los funcionarios soviéticos que buscaban el control del país. El 2 de septiembre, Estados Unidos volvió a reconocer la independencia de Estonia, Letonia y Lituania durante la conferencia de prensa de Bush en Kennebunkport.[39]El secretario de Estado, James Baker, emitió una declaración advirtiendo: «El mundo entero está observando. La legitimidad en 1991 no emana del cañón de un arma, sino de la voluntad del pueblo. La historia no se puede revertir. Tarde o temprano, su esfuerzo fracasará».[40]El golpe también provocó la preocupación de varios congresistas, como Sam Nunn, Les Aspin y Richard Lugar, por la seguridad de las armas de destrucción masiva soviéticas y la posibilidad de proliferación nuclear en las condiciones de inestabilidad existentes. A pesar de la oposición pública a una mayor ayuda a la Unión Soviética y la ambivalencia de la administración Bush, supervisaron la ratificación de la Ley de Reducción de la Amenaza Nuclear Soviética de 1991, autorizando el Programa Cooperativo Nunn-Lugar para la Reducción de la Amenaza y proporcionando financiación a los estados postsoviéticos para el desmantelamiento de las reservas de armas de destrucción masiva.[41][42]El expresidente Ronald Reagan dijo: «No puedo creer que el pueblo soviético permita un retroceso en el progreso que ha logrado recientemente hacia la libertad económica y política. Basándome en mis extensas reuniones y conversaciones con él, estoy convencido de que el presidente Gorbachov tenía en mente el mejor interés del pueblo soviético. Siempre he creído que su oposición provenía de la burocracia comunista, y solo puedo esperar que se haya avanzado lo suficiente como para que el movimiento hacia la democracia sea imparable».[33]
- Mientras tanto, el presidente del CPUSA, Gus Hall, apoyó el golpe, lo que provocó división en un partido que ya se estaba reduciendo. El PCUS había roto vínculos con el CPUSA en 1989 tras la condena de este último a la perestroika.
- Dinamarca: El ministro de Asuntos Exteriores, Uffe Ellemann-Jensen, afirmó que el proceso de cambio en la Unión Soviética era irreversible. En una declaración, afirmó: «Han sucedido tantas cosas y han participado tantas personas en los cambios en la Unión Soviética que no veo una reversión total».[33]
- Francia: El presidente François Mitterrand instó a los nuevos gobernantes soviéticos a garantizar la vida y la libertad de Gorbachov y Yeltsin, quien era "el rival de Gorbachov en la cambiante Unión Soviética". Mitterrand añadió que "Francia concede un alto valor a que los nuevos líderes de Moscú garanticen la vida y la libertad de los señores Gorbachov y Yeltsin. Estos serán juzgados por sus actos, especialmente por el trato que se dé a las dos altas personalidades en cuestión".[33]Tras el golpe, Mitterrand fue criticado por su reacción vacilante; esto pudo haber contribuido a que los partidos de oposición de derecha ganaran las elecciones legislativas francesas de 1993.[43]
- Alemania: El canciller Helmut Kohl acortó sus vacaciones en Austria y regresó a Bonn para una reunión de emergencia. Afirmó estar seguro de que Moscú retiraría a tiempo sus 272.000 soldados restantes de la antigua Alemania Oriental.[44]Björn Engholm, líder del opositor Partido Socialdemócrata alemán, instó a los Estados miembros de la Comunidad Europea a "hablar con una sola voz" sobre la situación y afirmó que "Occidente no debería descartar la posibilidad de imponer sanciones económicas y políticas a la Unión Soviética para evitar un cambio radical en Moscú".[33]
- Grecia: Grecia calificó la situación en la Unión Soviética de "alarmante". La izquierda griega estaba dividida: la Alianza de la Izquierda y el ex primer ministro socialista Andréas Papandréou emitieron declaraciones condenando el golpe.Sin embargo, el Comité Central del Partido Comunista de Grecia condenó a Gorbachov por desmantelar el Estado soviético y restablecer el capitalismo.[45][33]
- Italia: El primer ministro Giulio Andreotti emitió un comunicado en el que afirmaba: «Estoy sorprendido, amargado y preocupado. Todos conocemos las dificultades que enfrentó Gorbachov. Pero no sé cómo un nuevo presidente, que, al menos por ahora, no tiene el prestigio ni las conexiones internacionales de Gorbachov, podrá superar los obstáculos». Achille Occhetto, líder del Partido Democrático de la Izquierda, heredero directo del Partido Comunista Italiano, calificó la destitución de Gorbachov como «un acontecimiento de proporciones mundiales descomunales que tendrá inmensas repercusiones en la vida internacional. Estoy profundamente conmovido, no solo por la incalculable carga de este acontecimiento, sino también por el destino del camarada Gorbachov».[33]

### Estados comunistas
Muchos, pero no todos, los estados que todavía eran oficialmente marxistas-leninistas (no los antiguos miembros del Pacto de Varsovia que habían comenzado la transición hacia un sistema multipartidista) apoyaron el golpe, mientras que otros mostraron un apoyo ambivalente o no oficial y revirtieron su posición cuando el golpe fracasó.
- Afganistán: El fracaso del golpe resultó en la destitución de los oficiales políticos y militares soviéticos que favorecían la ayuda continua al gobierno del Partido Democrático Popular en Afganistán. En ese momento, el régimen afgano aún dependía completamente de la Unión Soviética para sobrevivir en la guerra civil afgana. La última asistencia militar soviética llegó en octubre, y Boris Yeltsin suspendió toda la ayuda rusa en enero de 1992. Yeltsin esperaba repatriar a los prisioneros de guerra soviéticos que aún se encontraban en poder de los muyahidines y no le interesaba proteger el legado soviético.[46]Tras el golpe, Mohammad Najibulá empezó a resentirse con los soviéticos por haberlo abandonado, y escribió al exministro de Asuntos Exteriores soviético Shevardnadze: «No quería ser presidente, me convenciste, insististe y prometiste apoyo. Ahora nos estás abandonando a mí y a la República de Afganistán a su suerte». En el invierno de 1992, los recién independizados Tayikistán, Uzbekistán y Turkmenistán proporcionaron ayuda alimentaria a Mohammad Najibulá por iniciativa propia en un intento por salvar el régimen, estableciendo además contactos con los muyahidines. El fin del suministro de armas soviéticas provocó la deserción del líder de la milicia Abdul Rashid Dostum, de Mohammad Najibulá, a Ahmad Shah Massoud, lo que significó el fin de la DRA en abril de 1992.[47]
- Albania: Durante el golpe de Estado, Ramiz Alia, líder del Partido del Trabajo de Albania, seguía en el poder tras haber ganado las elecciones parlamentarias albanesas de 1991. Alentados por el fracaso del golpe, tres partidos de la oposición exigieron reformas aceleradas. Las elecciones parlamentarias albanesas de 1992 resultaron en una aplastante derrota del entonces democrático Partido Socialista de Albania, lo que provocó la dimisión de Alia como presidente en favor de Sali Berisha.[43]
- Angola: En diciembre de 1991, el MPLA, partido gobernante, en su congreso, cambió su ideología del marxismo-leninismo a la socialdemocracia y se comprometió con la democracia multipartidista. Las relaciones entre Angola y Rusia perdieron relevancia para ambos países tras el golpe. La capacidad de Angola para imponer su dominio en algunos de sus territorios disminuyó debido al fin de los envíos de armas soviéticas y la salida del personal cubano.[46]
- China: El gobierno chino pareció apoyar tácitamente el golpe al emitir un comunicado afirmando que se trataba de un asunto interno de la Unión Soviética y al no emitir el Partido Comunista Chino (PCCh) comentarios de inmediato. Documentos confidenciales chinos indican que los líderes de línea dura de China desaprobaron enérgicamente el programa de liberalización política de Gorbachov, culpándolo de "la pérdida de Europa del Este ante el capitalismo". La academia occidental ha alegado que Pekín tenía conocimiento previo del golpe planeado. Esta hipótesis se sustenta en dos hechos: primero, la visita del general Chi Haotian a Moscú entre el 5 y el 12 de agosto para reunirse con Dmitri Yázov, miembro del GKChP; y segundo, la rápida y mayoritariamente positiva cobertura del golpe en los medios chinos, que ignoraron las actividades de Boris Yeltsin. Cuando comenzó el golpe, los altos líderes del PCCh se habían reunido para celebrar el cumpleaños del líder supremo Deng Xiaoping. Al enterarse de la noticia, un alto cargo del PCCh, Bo Yibo, maldijo a Gorbachov. Deng declaró entonces: «El golpe soviético es algo positivo, pero no debemos alegrarnos visiblemente, sino solo sentirnos encantados en el fondo de nuestro corazón». China proclamó una política de no injerencia, pero esperaba que la estabilidad (es decir, la restauración del régimen comunista) volviera a la Unión Soviética. A puerta cerrada, el Politburó chino acordó que el golpe debía reconocerse como un acto «marxista» y que se debían fortalecer las relaciones chino-soviéticas. Sin embargo, Deng también animó al secretario general del PCCh, Jiang Zemin, a ser cauteloso ante el riesgo de fracaso del golpe. El GKChP también estaba interesado en resolver la división chino-soviética y mejorar las relaciones diplomáticas, y envió al viceministro de Asuntos Exteriores, Aleksandr Belonogov, a Pekín para solicitar pleno reconocimiento y apoyo.[48]Deng se reunió con Belonogov y le preguntó: «¿Qué planea hacer con Gorbachov?» para evaluar la probabilidad de éxito del golpe. Tras dudar durante un día, China estaba a punto de declarar oficialmente su apoyo al GKChP cuando llegó la noticia de su fin. Tras el fracaso del golpe, Gorbachov suspendió los intercambios con China; supuestamente, los golpistas intentaron huir a China, pero ambos gobiernos lo negaron rotundamente.[49]Varios ciudadanos chinos afirmaron que una diferencia clave entre los intentos fallidos de los golpistas soviéticos de usar tanques para aplastar la disidencia en Moscú y el uso exitoso de las fuerzas del Ejército Popular de Liberación (ELP) lideradas por tanques durante la Masacre de Tiananmén de 1989 por parte de los líderes chinos de línea dura fue que el pueblo soviético contaba con un líder poderoso como el presidente ruso Boris Yeltsin en torno al cual apoyarse, mientras que los manifestantes chinos no. El golpe soviético fracasó en tres días sin que el Ejército Soviético desplegara mayor violencia contra la población civil. En junio de 1989, el ELP asesinó a miles de personas para aplastar el movimiento democrático.[33][50]
- Congo. El Congo ya se estaba alejando del marxismo-leninismo y había organizado una conferencia democrática en junio.[51]Todas las referencias al comunismo fueron eliminadas de la Constitución congoleña en abril de 1992, pero el ex protegido soviético Denis Sassou Nguesso luego recuperaría el poder y gobernaría el Congo hasta el día de hoy.
- Cuba: El 20 de agosto, el gobierno cubano emitió un comunicado insistiendo en su neutralidad, afirmando que el conflicto "no le correspondía a Cuba juzgar". En el mismo comunicado, Cuba también criticó a Occidente por incitar divisiones dentro de la Unión Soviética. Un diplomático occidental alegó que, en privado, los funcionarios cubanos esperaban que el golpe triunfara porque los conspiradores mantendrían la relación especial soviética con su país. En septiembre de 1991, tres cuartas partes de los bienes de consumo de Cuba provenían de la URSS, lo que subrayaba la importancia de los acontecimientos soviéticos para los líderes cubanos.[52] A medida que se desarrollaba el golpe soviético, los funcionarios cubanos no creían que sus líderes prevalecieran. Mientras Gorbachov estaba en el poder, Fidel Castro nunca estuvo de acuerdo con la perestroika y en julio de 1991 reiteró su postura de que no habría cambios en Cuba, afirmando: "En esta revolución no habrá cambios de nombre ni de ideas".[53]El fin de la asistencia soviética desencadenó la crisis del Período Especial que duraría diez años.
- Corea del Norte: Al comenzar el golpe, los periódicos publicaron documentos del GKChP sin comentarios ni declaraciones de apoyo. En privado, el régimen instruyó a sus funcionarios a apoyar el golpe para "defender los logros socialistas". Diplomáticos norcoreanos estuvieron presentes en Moscú y mantuvieron contactos informales con los rusos a medida que se desarrollaban los acontecimientos, incluyendo soldados sobre el terreno. Al final del primer día, la embajada de Corea del Norte en Moscú informó a Pionyang que el golpe no triunfaría. En ese momento, se observaban cambios de actitud en el norte hacia Corea del Sur y un breve tiroteo en la frontera de la Zona Desmilitarizada (DMZ).[54]Tras el fracaso del golpe, el vicepresidente Park Sung-chul declaró: "El poder invencible de nuestro propio estilo de socialismo está quedando patente", y que "el Norte es básicamente estable", en referencia al Juche.[55]Pionyang posteriormente culparía a la Perestroika de la caída de la URSS, calificando de "revisionista" la "política antisocialista errónea de Gorbachov". El fin de la ayuda soviética fue una causa directa de la Ardua Marcha que comenzó en 1994.
- Vietnam: El golpe se produjo en un momento en que la ayuda soviética prometida se ralentizaba y posteriormente se detenía. Los comunistas vietnamitas decidieron no adoptar un sistema multipartidista en Vietnam debido a la experiencia de la Perestroika. Un funcionario anónimo declaró: «Vietnam probablemente no lamentaría ver [el fin de la carrera del presidente soviético] porque Gorbachov ha cometido muchos errores... demasiados compromisos con Occidente. También ha debilitado la posición y el papel de la Unión Soviética en el mundo». El funcionario también afirmó que Vietnam se beneficiaría del retorno al régimen comunista en la Unión Soviética. «Estos cambios también afectarían positivamente a la economía vietnamita, ya que Occidente implementaría una política dura hacia la Unión Soviética, y esta buscaría relaciones comerciales con países como Vietnam y China».[37]Tras el golpe, la prensa extranjera preguntó a Thai Ninh, alto funcionario del Partido Comunista, si Vietnam se sentía traicionado por Gorbachov y Yeltsin. Respondió: «Es mejor dejar que el pueblo soviético decida eso».[56]El fallido golpe de Estado impulsó a Vietnam a normalizar sus relaciones con China en noviembre, poniendo fin a los conflictos chino-vietnamitas de la década de 1980. En una importante victoria política para China, Vietnam reconoció el Estado de Camboya (SOC). Pekín y Hanói sentían cada vez más afinidad ideológica y un deseo mutuo de resistir la Evolución Pacífica liderada por Estados Unidos. Vietnam buscaría en la ASEAN nuevos socios comerciales tras la disolución de la Unión Soviética.[57]
- Yugoslavia: El golpe fue un acontecimiento trascendental para toda Yugoslavia. United Press International informó sobre las reacciones de ciudadanos yugoslavos comunes, incluyendo al economista Dragan Radic, quien afirmó: «Gorbachov ha hecho mucho por la paz mundial y ha ayudado a reemplazar regímenes comunistas de línea dura en los últimos años. Sin embargo, Occidente no apoyó financiera ni económicamente a Gorbachov, y se vio obligado a dimitir porque no podía alimentar al pueblo soviético». Oficialmente, el presidente Slobodan Milošević, a cargo de Serbia, guardó silencio. Extraoficialmente, hubo numerosas interacciones entre Yugoslavia y la URSS antes del golpe. La violenta desintegración de Yugoslavia había comenzado el año anterior. Los actores políticos de ambas naciones se percataron de las similitudes de sus situaciones políticas. En el bando anticomunista, los separatistas de la URSS estaban forjando relaciones con las repúblicas separatistas de Yugoslavia. A finales de julio, Lituania reconoció a Eslovenia y, en agosto, Georgia reconoció la independencia de Eslovenia y Croacia. Del lado de la línea dura, ambas naciones contaban con facciones que apoyaban una coalición rojiparda entre comunistas tradicionales y ultranacionalistas para mantener la integridad territorial tanto de la URSS como de Yugoslavia. En las semanas previas al golpe, los conservadores de la URSS utilizaban la precedencia de Yugoslavia como excusa para reprimir violentamente los levantamientos de no rusos. De hecho, Yugoslavia pudo haber sido una causa importante para que la Banda de los Ocho creyera que sus acciones eran necesarias para evitar el colapso de la URSS. Cuando el primer ministro yugoslavo, Ante Marković, visitó Moscú a principios de agosto, Gorbachov señaló los paralelismos entre los problemas que se avecinaban en ambos países. El presidente croata, Franjo Tuđman, afirmó en octubre que "generales comunistas yugoslavos" habían apoyado abiertamente el golpe y que habían recibido instrucciones de Moscú. La victoria de los demócratas en la URSS tuvo importantes implicaciones para Yugoslavia. Yeltsin sabía que Milošević había apoyado en secreto a los conservadores soviéticos y las relaciones entre ambos eran pésimas. Para cuando la URSS se derrumbó, el problema de Yugoslavia ya formaba parte del panorama político ruso. Yeltsin y las élites liberales adoptaron públicamente un enfoque imparcial y fomentaron la cooperación internacional para resolver la crisis. En contraste, los conservadores postsoviéticos buscaban generar ventajas para Rusia apoyando a los serbios ortodoxos en su lucha por controlar las naciones yugoslavas restantes. El profesor de sociología Veljko Vujačić evaluó las similitudes y diferencias entre la desintegración de Yugoslavia y la disolución de la Unión Soviética. Ambas naciones eran estados multinacionales marxistas-leninistas con gobernantes eslavos que se enfrentaban a importantes movimientos secesionistas. En Serbia, el patriotismo estaba vinculado a la estatalidad. Milošević explicó a sus seguidores nacionalistas que cada generación de serbios había tenido su propia "batalla de Kosovo", que se remonta al siglo XIV. En contraste, los nacionalistas rusos, como Aleksandr Solzhenitsyn, establecieron una distinción entre el pueblo ruso "patriota" y el Estado ruso "opresor". Boris Yeltsin y sus seguidores vieron a la URSS como un opresor de Rusia, acelerando así la división mayoritariamente pacífica de la ex Unión Soviética.[58]El 27 de abril de 1992, Yugoslavia se desintegró formalmente, y con ella desapareció cualquier mención al marxismo-leninismo en su estado sucesor, Serbia y Montenegro.[59]

### Antiguos miembros del Pacto de Varsovia
El Pacto de Varsovia se disolvió en julio y sus miembros cambiaron rápidamente, con gobiernos prosoviéticos marxistas-leninistas depuestos o elegidos para dimitir. Como resultado, todos criticaron o expresaron su descontento con los acontecimientos en Moscú. Algunos exmiembros del Pacto de Varsovia desplegaron fuerzas armadas en zonas estratégicamente importantes.
- Bulgaria: El presidente Zheliu Zhelev declaró que «estos métodos antidemocráticos nunca pueden conducir a nada bueno, ni para la Unión Soviética, ni para Europa del Este, ni para el desarrollo democrático en el mundo».[33]
- Checoslovaquia: El presidente Václav Havel advirtió que su país podría enfrentarse a una ola de refugiados que cruzarían su frontera con la República Socialista Soviética de Ucrania. Sin embargo, Havel declaró: «No es posible revertir los cambios que ya se han producido en la Unión Soviética. Creemos que la democracia finalmente prevalecerá en la Unión Soviética».[33]El portavoz del Ministerio del Interior, Martin Fendrych, indicó que se había desplegado un número no especificado de tropas adicionales para reforzar la frontera checoslovaca con la Unión Soviética.[33]
- Hungría: El vicepresidente del Parlamento, Mátyás Szűrös, dijo: «Sin duda, la economía soviética se ha derrumbado, pero esto no ha sido resultado de la política de Gorbachov, sino de la influencia paralizante de los conservadores», y añadió: «De repente, la probabilidad de una guerra civil en la Unión Soviética ha aumentado».[33]
- Polonia: Un comunicado emitido por el presidente Lech Wałęsa, cuyo sindicato Solidaridad contribuyó al colapso de los regímenes comunistas en Europa del Este, hizo un llamamiento a la calma. «Que la unidad y la responsabilidad de nuestro Estado prevalezcan». El comunicado, leído en la radio polaca por el portavoz Andrzej Drzycimski, continuaba: «La situación en la URSS es importante para nuestro país. Puede afectar nuestras relaciones bilaterales. Queremos que sean amistosas». Sin embargo, Wałęsa enfatizó que Polonia mantendría su soberanía, ganada con tanto esfuerzo, mientras impulsaba reformas económicas y políticas.[33]
- Rumania: El primer ministro Petre Roman dijo que el golpe fue un intento de restablecer el comunismo de línea dura de la manera más estalinista.[37]

### Otros estados soberanos
- El Salvador: Se negociaba el fin de la guerra civil salvadoreña con el FMLN comunista. El presidente Alfredo Cristiani expresó su preocupación de que el golpe pudiera incitar al FMLN a poner fin a las negociaciones o que se restableciera la relación de Cuba con la Unión Soviética. Cuba había sido durante mucho tiempo proveedor del FMLN. Ernesto Altschul, subjefe de gabinete de Cristiani, declaró: «Obviamente, esto puede afectar nuestra situación». Tras el fracaso del golpe, se firmaron los Acuerdos de Paz de Chapultepec en enero de 1992, poniendo fin a doce años de brutal conflicto.[60]
- India: Mientras el golpe de Estado se desarrollaba, los líderes indios mostraron cierta simpatía por los extremistas soviéticos. El primer ministro P. V. Narasimha Rao declaró: «La destitución del Sr. Gorbachov fue una advertencia para quienes favorecían reformas sin control». Asimismo, el embajador de la India en Moscú remarcó que Gorbachov había «provocado la desintegración del Partido Comunista». El ministro principal de Bengala Occidental y cofundador del Partido Comunista de la India (Marxista), Jyoti Basu, apoyó incondicionalmente el golpe. Cuando este fracasó, el gobierno indio cambió de rumbo, celebrando «la reafirmación de los valores democráticos y el triunfo de la voluntad popular». A pesar del apoyo oficial a la victoria de Yeltsin, los políticos indios temían que las repercusiones de la disolución de la Unión Soviética fomentaran movimientos secesionistas en el país. La pérdida de un socioeconómico y amigo ideológico perturbó al gobierno de Rao y al movimiento de izquierda indio, ya que el Congreso Nacional Indio compartía algunos de los valores del PCUS. El Christian Science Monitor escribió que «India se siente huérfana, ideológica, estratégica y económicamente».[61]
- Irak: Sadam Huseín fue un aliado cercano de la Unión Soviética hasta que Gorbachov denunció la invasión de Kuwait que precedió a la guerra del Golfo, y las relaciones entre ambos países se habían tensado. Un portavoz iraquí, citado por la Agencia de Noticias Iraquí oficial, declaró: «El derecho y la firmeza de Irak fueron una de las principales razones de la caída [de Gorbachov]... porque [Irak] expuso [su] política de traición y conspiración. Es natural que celebremos este cambio, al igual que los estados y las personas afectadas por las políticas del régimen anterior». En otras palabras, Hussein aparentemente se atribuyó el mérito de inspirar el golpe. Esta postura fue compartida por el periódico jordano Al Ra'i.[33][37]
- Libia: La radio gubernamental citó al líder Muamar el Gadafi elogiando a los golpistas por su "valiente acción histórica".[37]
- Filipinas: La presidenta Corazón Aquino expresó su profunda preocupación al afirmar: «Esperamos que el progreso hacia la paz mundial... logrado bajo el liderazgo del presidente Gorbachov se siga preservando y fortaleciendo».[33]
- Sudáfrica: El ministro de Asuntos Exteriores, Pik Botha, dijo: "Espero sinceramente que [los acontecimientos soviéticos] no generen turbulencias a gran escala dentro de la propia Unión Soviética o en toda Europa, ni pongan en peligro la era de cooperación internacional ganada con tanto esfuerzo que el mundo ha iniciado".[33]
- Argentina: El presidente Carlos Menem visitó la Unión Soviética antes del golpe y su posterior disolución, continuando las buenas relaciones mantenidas desde que se establecieron lazos diplomáticos en 1946. En diciembre de 1991, Argentina reconoció a la Federación Rusa como estado sucesor de la URSS.

### Organismos y organizaciones supranacionales
- Santa Sede: Durante la misa celebrada en Budapest, el Papa Juan Pablo II expresó en un discurso preestablecido su esperanza de que las reformas de la Unión Soviética sobrevivieran a la caída de Gorbachov. «Aprecié especialmente el sincero deseo que lo guió y la noble inspiración que lo animó en la promoción de los derechos humanos y la dignidad, así como en su compromiso con el bienestar del país y de la comunidad internacional. Que el proceso que él inició no decaiga». El Papa también oró por la propia Unión Soviética, pidiendo que «nuestras oraciones se intensifiquen aún más para pedir a Dios que ese gran país se libre de una mayor tragedia».[37]
- OTAN: La alianza celebró una reunión de emergencia en Bruselas para condenar el golpe soviético. «Si este golpe fracasa, será una gran victoria para el valiente pueblo soviético que ha saboreado la libertad y no está dispuesto a que se la arrebaten», declaró el secretario de Estado de Estados Unidos, James A. Baker III. Baker también declaró: «También será, en cierta medida, una victoria para la comunidad internacional y para todos los gobiernos que reaccionaron con firmeza ante estos acontecimientos». El secretario general de la OTAN, Manfred Wörner, añadió: «Deberíamos observar cómo evoluciona la situación en la Unión Soviética. Nuestros propios planes tendrán en cuenta lo que ocurra allí».[33][62]
- Organización para la Liberación de Palestina: La OLP se mostró satisfecha con el golpe. Yasser Abed Rabbo, miembro del Comité Ejecutivo de la OLP, expresó su esperanza de que el golpe "permita resolver, en beneficio de los palestinos, el problema de los judíos soviéticos en Israel".[33]

## Consecuencias
Mijaíl Gorbachov voló a Moscú, así como también la delegación del GKChP. Cuando Kryuchkov, Yázov y Aleksandr Tizyakov llegaron a la capital soviética, a primera hora del 22 de agosto fueron detenidos en el aeropuerto. Por la mañana del mismo día, Pugo fue detenido en su oficina. Pugo y su mujer se suicidaron el 23 de agosto de 1991. El mismo día, Pávlov y Vasili Starodúbtsev fueron detenidos. Oleg Baklánov, Valeri Boldin y Oleg Shenin fueron detenidos el 24 de agosto.
Al haber apoyado al GKChP un buen número de dirigentes de los comités ejecutivos regionales, el 21 de agosto el Soviet Supremo de la Unión Soviética aprobó la Decisión 1626-1, autorizando al presidente de la RSFS de Rusia Borís Yeltsin al nombramiento de los jefes de las administraciones regionales, ya que la Constitución soviética no otorgaba ese derecho al presidente de una de las repúblicas de la Unión Soviética.
El 22 de agosto de 1991, el Sóviet Supremo de la RSFS de Rusia aprobó la Decisión 1627/1-1, declarando la bandera histórica rusa como la bandera nacional de Rusia, en vez de la bandera de la Unión Soviética.
La noche del 23 al 24 de agosto, el monumento a Féliks Dzerzhinski, el fundador de la Checa, en frente del edificio de la KGB en la plaza Dzerzhinski (Lubyanka), fue derribado por la acción popular.
El 24 de agosto, miles de ciudadanos de Moscú tomaron parte en el funeral de Vladímir Úsov e Ilyá Krichevski. Mijaíl Gorbachov póstumamente los condecoró con el título de Héroe de la Unión Soviética. Borís Yeltsin pidió perdón a sus familias por no haber sido capaz de prevenir sus muertes.

## Final del PCUS
El 24 de agosto, el presidente de la Unión Soviética Mijaíl Gorbachov dimitió del puesto de Secretario General del PCUS. Vladímir Ivashko estuvo como Secretario General en funciones, hasta que el partido cesó sus actividades el 29 de agosto.
El 24 de agosto, el presidente de la RSFS de Rusia Borís Yeltsin por Decreto n.º 83 transfirió los archivos del PCUS a las autoridades del Archivo Estatal. El 25 de agosto, Yeltsin por Decreto n.º 90 nacionalizó las propiedades del PCUS en Rusia, incluyendo no solo oficinas del partido sino también instituciones educativas, hoteles, etc.
El 6 de noviembre, Yeltsin por Decreto n.º 169 finalizó la actividad del PCUS en Rusia.

### Desintegración de la Unión Soviética

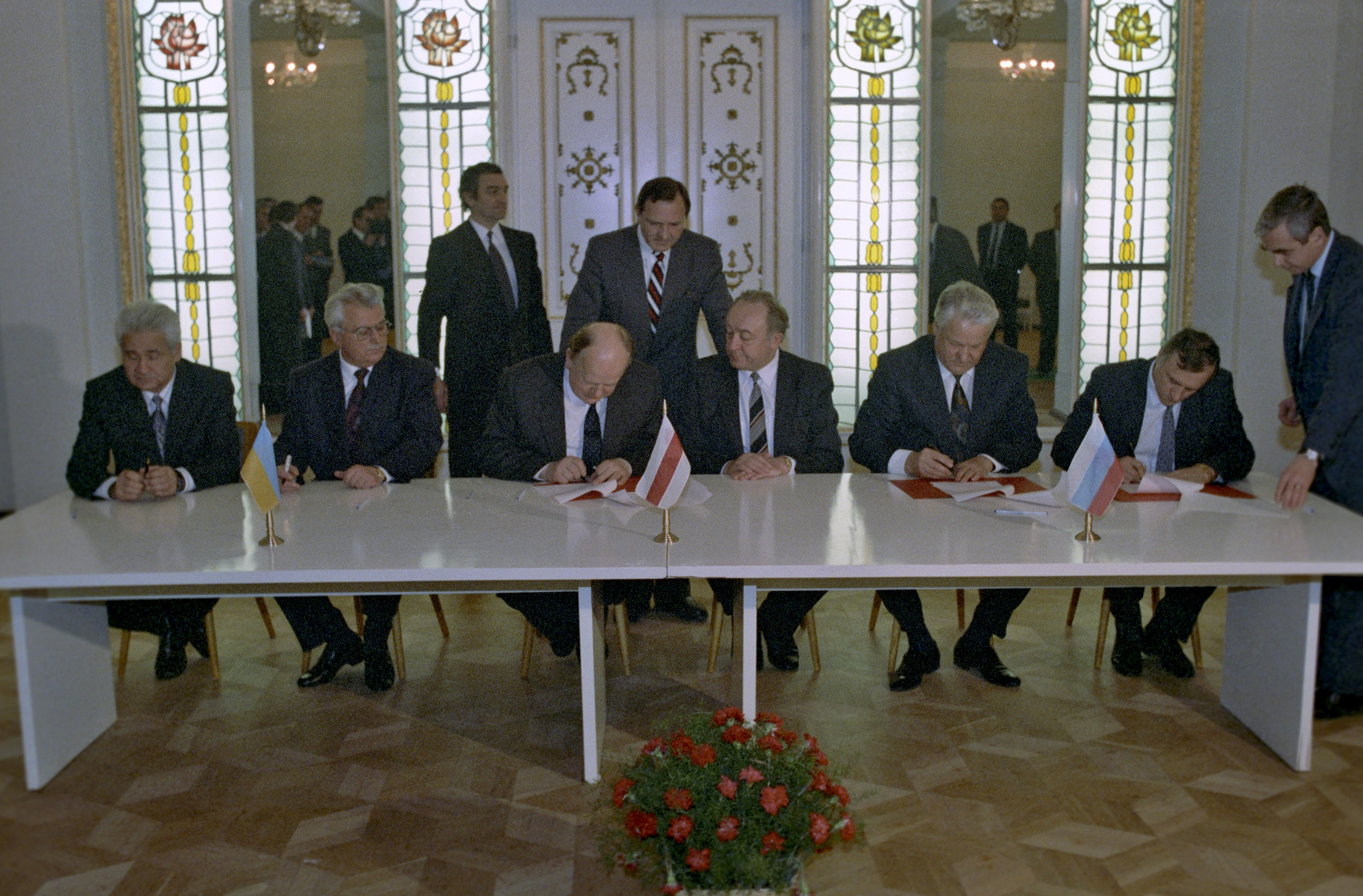
Firma del Tratado de Belavezha y establecimiento de la CEI el 8 de diciembre de 1991. Sentados, de izquierda a derecha: Vitold Fokin, primer ministro de Ucrania; Leonid Kravchuk, presidente de Ucrania; Stanislav Shushkiévich, presidente del Sóviet Supremo de Bielorrusia; Viacheslav Kébich, primer ministro de Bielorrusia; Borís Yeltsin, presidente de Rusia, y Gennadi Búrbulis, secretario de Estado de Rusia.

El 24 de agosto, Mijaíl Gorbachov creó el «Comité para la Administración Operacional de la Economía Soviética» (en ruso: Комитет по оперативному управлению народным хозяйством СССР) encabezado por el primer ministro ruso Iván Siláyev, para reemplazar al Consejo de Ministros de la Unión Soviética encabezado por Valentín Pávlov, miembro del Comité Estatal para el Estado de Emergencia (GKChP).
El 24 de agosto, la Rada Suprema de Ucrania aprobó la Declaración de Independencia de Ucrania y convocó un referéndum de apoyo a la declaración de independencia.
El 27 de agosto, el Sóviet Supremo de la RSS de Moldavia declaró la independencia de Moldavia de la Unión Soviética. El 30 y 31 de agosto, el Sóviet Supremo de la RSS de Azerbaiyán y el Sóviet Supremo de la RSS de Kirguistán respectivamente, hicieron lo mismo.
El 5 de septiembre, el Congreso de los Diputados del Pueblo de la Unión Soviética adoptó la Ley Soviética n.º 2392-1 «sobre las autoridades en la Unión Soviética en el periodo transicional» bajo el cual el Soviet Supremo de la URSS fue reformado. A pesar de que el Soviet de la Unión y el Soviet de las Nacionalidades eran dos cámaras, ambas eran elegidas por el Congreso de los Sóviets de la URSS, y las nuevas dos cámaras eran el Sóviet de la Unión (Совет Союза) y el Sóviet de las Repúblicas (Совет Республик). El Sóviet de la Unión estaba formado por los diputados populares elegidos por los ciudadanos. El Sóviet de las Repúblicas incluía 20 diputados por república, más uno por cada república autónoma. La RSFS de Rusia era la única excepción con 52 diputados.
Sin embargo, las delegaciones de cada república tenían un solo voto en el Sóviet de las Repúblicas. Las leyes primero se aprobaban en el Sóviet de la Unión, y luego en el Sóviet de las Repúblicas.
También se creó el Consejo de Estado de la Unión Soviética (Государственный совет СССР), que incluía al presidente de la Unión Soviética y al presidente de la Unión de Repúblicas que se crearía. El Comité para la Administración Operacional de la Economía Soviética fue reemplazado por el Comité Interrepublicano de Economía de la URSS (Межреспубликанский экономический комитет СССР), también encabezado por Iván Siláyev.
El 6 de septiembre, el Consejo de Estado creado recientemente, reconoció la independencia de Estonia, Letonia y Lituania.
El 9 de septiembre, el Sóviet Supremo de la RSS de Tayikistán declaró la independencia de Tayikistán de la URSS.
En septiembre, sobre el 99 % de los votantes en referéndum en Armenia aprobaron la declaración de independencia de la República. Inmediatamente después de la votación, el Sóviet Supremo de la RSS de Armenia declaró la total independencia el 21 de septiembre.
El 27 de octubre, el Sóviet Supremo de la RSS de Turkmenistán declaró la independencia de Turkmenistán de la URSS.
Las únicas repúblicas que permanecían en la Unión Soviética eran Rusia, Bielorrusia, Kazajistán y Uzbekistán. En noviembre, siete repúblicas (Rusia, Bielorrusia, Kazajistán, Uzbekistán, Kirguistán, Turkmenistán y Tayikistán) acordaron un Nuevo Tratado de la Unión para formar una confederación que se llamaría Unión de Estados Soberanos. Sin embargo, esta confederación nunca se materializó.
El 1 de diciembre, la RSS de Ucrania realizó un Referéndum de Independencia, en el que más del 90 % de los residentes apoyaron el Acta de Declaración de Independencia de Ucrania.
El 8 de diciembre, los líderes de RSFS de Rusia, RSS de Ucrania y RSS de Bielorrusia, Borís Yeltsin, Leonid Kravchuk y Stanislav Shushkévich, respectivamente, se reunieron en la reserva natural de Belavézhskaya Puscha, 50 km al norte de la ciudad de Brest, Bielorrusia. Allí firmaron el Tratado de Belavezha y crearon la Comunidad de Estados Independientes (CEI) anulando el Tratado de Creación de la URSS de 1922, que estableció la Unión Soviética. Otra ceremonia de firma, el Protocolo de Almá-Atá, se llevó a cabo en Almá-Atá (Kazajistán) el 21 de diciembre, para expandir la CEI e incluir a las cinco repúblicas de Asia Central junto a Armenia y Azerbaiyán. Georgia no se adhirió hasta 1993 y las repúblicas bálticas nunca se adhirieron.
El 25 de diciembre de 1991, Gorbachov anunció su dimisión como presidente de la URSS, la bandera de la hoz y el martillo de la Unión Soviética fue arriada del edificio del Senado en el Kremlin de Moscú y reemplazada por la bandera tricolor rusa. La URSS había dejado de existir y la RSFS de Rusia tomaba el nombre de Federación de  Rusia.
El 26 de diciembre (al día siguiente), el Sóviet Supremo de la Unión Soviética reconoció la extinción de la Unión.

### Inicio de las reformas radicales de la economía en la RSFS de Rusia
El 1 de noviembre de 1991, el Congreso de los Diputados del Pueblo de Rusia aprobó la Decisión n.º 1831-1 «Sobre Soporte Legal a la Reforma Económica», a través de la cual el presidente de la RSFS de Rusia tenía el derecho de emitir decretos necesarios para las reformas económicas si estas contraviniesen las leyes. Tales decretos entraban en vigor si no eran rechazados en el término de 7 días por el Sóviet Supremo de la RSFS de Rusia, o por el Presidium.
El 6 de noviembre de 1991, Borís Yeltsin, además de las tareas presidenciales, asumió las competencias de primer ministro. Yegor Gaidar se convirtió en vice primer ministro y simultáneamente en ministro de Economía y Finanzas.
El 5 de noviembre de 1991, Borís Yeltsin emitió el Decreto n.º 213 «De la Liberalización de la Actividad Económica Extranjera en Territorio de la RSFS de Rusia» por medio de la cual todas las compañías rusas podían importar y exportar mercancías y adquirir moneda extranjera (previamente todo el comercio exterior estuvo controlado férreamente por el estado).
El 3 de diciembre de 1991, Borís Yeltsin emitió el Decreto n.º 297 «De las Medidas de Liberalización de Precios» por medio de la cual el 2 de enero de 1992 el sistema previo de control de precios fue abolido.

### Juicio a los conspiradores
Los miembros del GKChP y sus cómplices fueron acusados de traición en la forma de conspiración destinada a tomar el poder. Sin embargo, a finales de 1992 fueron liberados pendientes de juicio. El juicio en la Cámara Militar de la Corte Suprema de la Federación Rusa se inició el 14 de abril de 1993.
El 23 de febrero de 1994, la Duma Estatal declaró una amnistía para los miembros del GKChP y sus cómplices, así como para los participantes en la crisis constitucional rusa de 1993.  Todos aceptaron la amnistía excepto el general Valentín Varénnikov que pidió la continuación del juicio, saliendo finalmente absuelto el 11 de agosto de 1994.

### Comisión parlamentaria
En 1991, se estableció una Comisión Parlamentaria para la Investigación de las Causas y Razones del intento de golpe de Estado, dirigida por Lev Ponomaryov, pero en 1992 fue disuelta por la insistencia de Ruslán Jasbulátov.

## Importancia histórica
El presidente ucraniano Leonid Kravchuk llamó a los hechos de 1991 «el funeral del Imperio».
Al mismo tiempo, la otra superpotencia, los Estados Unidos, consolidó significativamente su posición para la década que estaba empezando.
En 2005 el presidente ruso Vladímir Putin catalogó el colapso de la Unión Soviética como «la mayor catástrofe geopolítica del siglo XX».

## Comunicaciones internas
Cuando sucedió el golpe de Estado tuvieron lugar comunicaciones internas, estas proporcionaron información sobre los eventos que tuvieron lugar incluido el propio golpe, las reacciones, las comunidades públicas dominadas por los golpistas, etc. El protocolo de chat IRC, bajo un servidor lanzado en 1990 por el primer ISP de la Unión Soviética, Relcom, fue utilizado durante el golpe.